# Antitiroideo
Los fármacos antitiroideos son un grupo de agentes, por lo general hormonas, que inhiben la síntesis, la liberación, la conversión periférica y los efectos en los órganos diana de las hormonas tiroideas.
Las principales hormonas antitiroideas son el carbimazol, metimazol y propiltiouracilo, los cuales actúan por inhibición de la enzima tiroperoxidasa impidiendo la transformación de yoduro a yodo y el acoplamiento del yodo para formar las hormonas tiroideas T3 y T4. Otros preparados antitiroideos incluyen la diyodotirosina y la dibromotirosina.

## Efectos adversos
Los efectos secundarios más comunes de los agentes antitiroideos incluyen afectación del sistema nervioso central causando dolor de cabeza, somnolencia, vértigo y parestesias; afectación de la piel causando exantema y picazón; afectación gastrointestinal con náuseas, vómito y diarrea y otros como dolor muscular, leucopenia y orina oscura.